# 全臺詩
《全臺詩》是2001年開始，由國立臺灣文學館蒐集、整理、出版的臺灣古典詩歌總集，匯集了鄭氏、清領、日治到戰後的臺灣古典詩作。截至2021年為止，計出版70冊，收錄990位作家的詩歌作品，約十四餘萬首詩作。

## 編輯成員
2001年，行政院文化建設委員會之下的「國立文化資產保存研究中心暨國立臺灣文學館籌備處」（國立臺灣文學館前身），開始進行「《全臺詩》蒐集、整理、編輯、出版計畫」，由當時任教於國立成功大學中國文學系的施懿琳教授擔任計畫主持人，結合學術界多位臺灣古典文學的研究學者，與民間詩人黃哲永先生，一同投入此書的蒐集與整理。 
第一批投入《全臺詩》的編者有：施懿琳、許俊雅、吳福助、江寶釵、廖振富、黃美娥、余美玲、楊永智 ；後來又陸續加入：王俐茹、王嘉弘、向麗頻、吳東晟、吳青霞、吳毓琪、李知灝、李嘉瑜、林文龍、林淑慧、林翠鳳、林麗美、柯榮三、徐慧鈺、翁聖峰、張明權、張啟豐、張麗芬、莊千慧、許雯琪、陳素雲、陳曉怡、黃文車、黃憲作、楊雅惠、詹雅能、歐純純、蔡美端等人（以姓氏筆畫排列），總計近四十位研究者投入臺灣古典詩歌的調查、校勘、整理與出版。

## 目的與性質
《全臺詩》目的在彙輯臺灣古典詩作，旨在系統性保存臺灣文學文獻，提供檢索、參考、研究之用。《全臺詩》所謂臺灣古典詩，包含：臺灣本地人士創作的所有詩作，以及非臺灣本地人士而到過臺灣者，在臺創作以及離臺後有關臺灣的詩作。詩作以古典文學中的古體詩、近體詩、雜體詩及樂府詩為限，詞、曲、賦、銘一律不收。 

## 收錄作品
《全臺詩》所收詩歌，從鄭氏（1661年—1683年）起始，經歷清領（1683年—1895年），到日治（1895年—1945年）時期，前後將近三百年。第一位詩人是鄭氏時期的王忠孝，第70冊最後一位詩人為施讓甫，目前已經大致完成戰前（1945年）臺灣古典詩歌的彙整。

## 成書與出版
《全臺詩》採用「以人繫詩」之原則，大抵按照詩人出生先後順序排列，每位詩人之下有「提要」，敘寫生平小傳，版本異文、詩作出處來源皆以註腳說明。
2004年，出版《全臺詩》第1-5冊，收錄鄭氏時期至清代嘉慶年間出生的詩人作品，計488人。2008年，出版《全臺詩》第6-12冊，收錄清代乾隆年間至咸豐年間出生的詩人作品，計186人。2011年，出版《全臺詩》第13-21冊，收錄道光年間至同治年間出生的詩人作品，計101人。2012年，出版《全臺詩》第22-26冊，收錄同治年間至光緒年間出生的詩人作品，計18人。2013年，出版《全臺詩》第27-30冊，收錄光緒年間出生的20位詩人作品。2014年，出版《全臺詩》第31-35冊，收錄光緒年間出生的17位詩人作品。此後每年出版5冊，至2021年底止，總計出版至第70冊，收錄約990位詩人的作品，計十四餘萬首詩。 

## 相關應用
《全臺詩》出版之後，為便於研究者使用查考，於2003年，由元智大學中文系羅鳳珠教授建置「全臺詩資料庫」，之後，資料內容陸續增加，2005年資料庫升級為「智慧型全臺詩知識庫」。2020年，資料庫再度升級為「數位全臺詩資料庫」，並將所有紙本出版成果匯整於此資料庫內。 